# Aşıklı Höyük

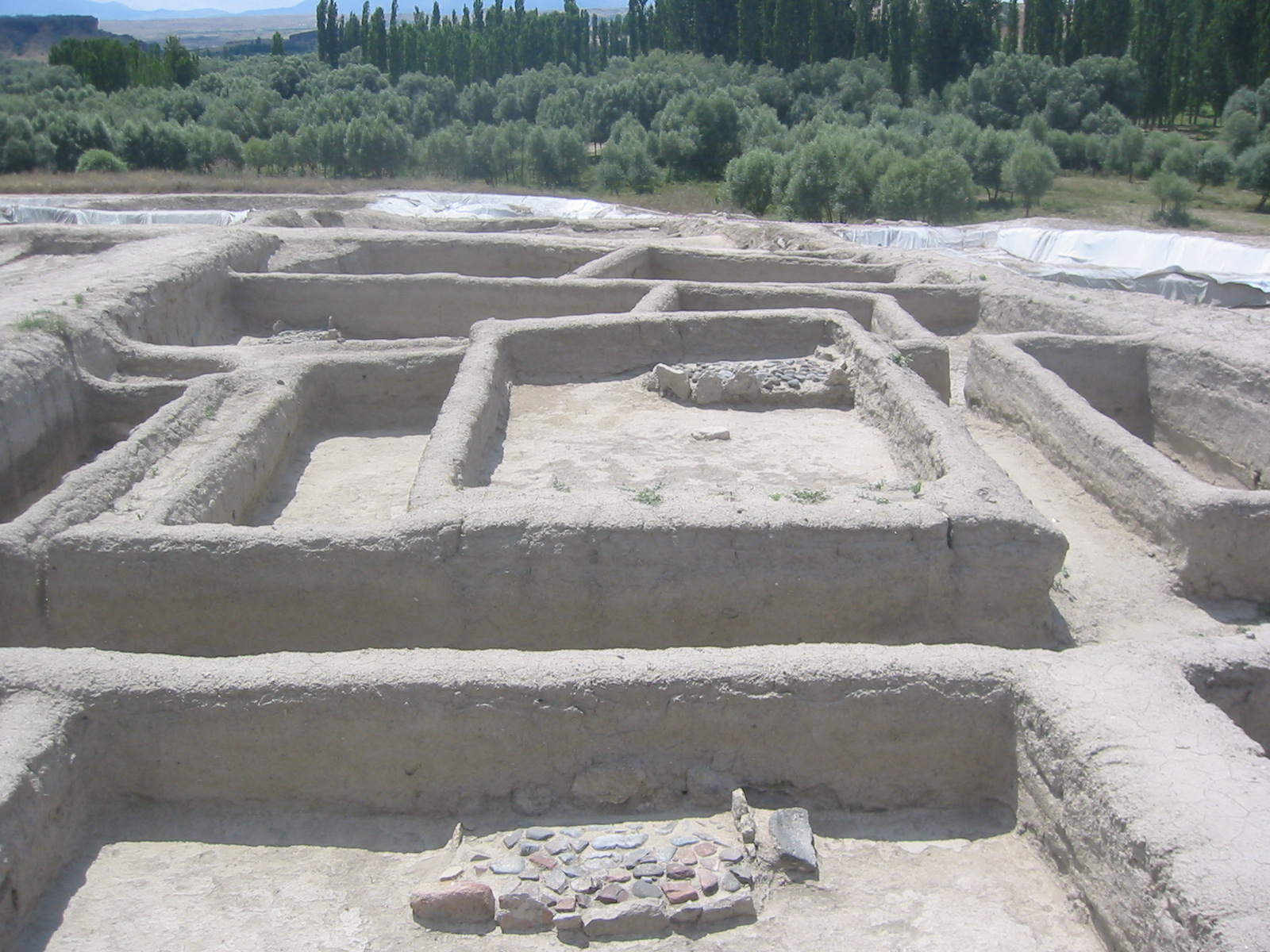

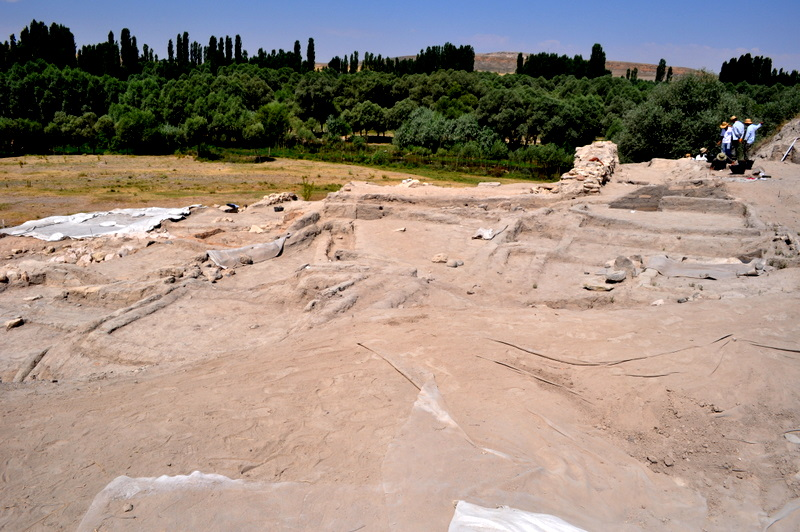

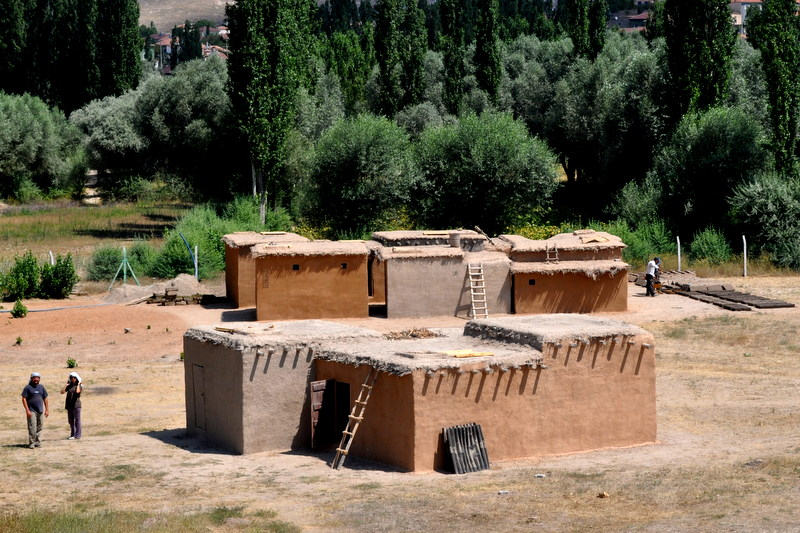
Reconstituição de uma das casas da aldeia.

Aşıklı Höyük (ou Aşıklı Hüyük) é uma assentamento neolítico situado numa colina nas margens do Rio Melendiz, a cerca de um quilómetro a sul da aldeia de Kızılkaya e a 25 km a leste da cidade de Acsarai, Turquia. O povoado foi fundado cerca de 8 000 a.C., no período do Neolítico pré-cerâmico.

## Contexto geográfico e histórico
Aşıklı Höyük encontra-se numa área da Capadócia, na província de Acsarai, que foi coberta de diversas rochas vulcânicas provenientes das erupções de vulcões vizinhos, como o Monte Hasan (tufo, andesito, riólito e pedra-pomes) a partir do Mioceno. Há diversos locais ricos em obsidiana na região. Acredita-se que em alguns desses locais a obsidiana foi explorada por povos caçadores-recoletores do Paleolítico que montavam acampamentos temporários. As minas de obsidiana da Anatólia Central forneciam esse material ao Chipre, ao Levante, ao norte da Síria e ao Iraque, provavelmente através de uma rede comercial cujas rotas passavam pela região de Çukurova, historicamente conhecida como Cilícia e pelo famoso passo de montanha das Portas da Cilícia.

## História das escavações
A colina foi descoberta pelo hititologista Edmund Gordon em 1963. Ian Todd investigou o local no âmbito de um grande levantamento efetuado na Anatólia Central nos anos seguintes e recolheu material da superfície, estudou algumas secções expostas naturalmente e datou o assentamento.
As escavações levadas a cabo pelo Departamento de Pré-história da Universidade de Istambul foram iniciadas em 1989, motivadas pela inundação iminente das encostas norte, oeste e sul da colina devido à construção da barragem de Mamasın. As escavações extensivas de resgate duraram até 2000. As escavações efetuadas entre 2000 e 2004, dirigidas por Nur Balkan Atlı, do mesmo departamento, tiveram como objetivo investigar os níveis mais antigos do assentamento. Desde 2006 que está em curso outro projeto de gestão de património dirigido por Mihriban Özbaşaran, cujo objetivo principal é a preservação e restauro do local.

## Economia
Alimentação
De acordo com os estudos, a alimentação dos habitantes do povoado provinha sobretudo da caça e recoleção de vegetais e frutas, embora fossem cultivados algumas variedade de trigo (Triticum monococcum, Triticum dicoccum e Triticum durum), cevada e legumes. Também era colhido trigo e cevada silvestres, que eram levados para a aldeia, onde eram descascados. O fruto mais consumido era a baga de Celtis tournefortii.

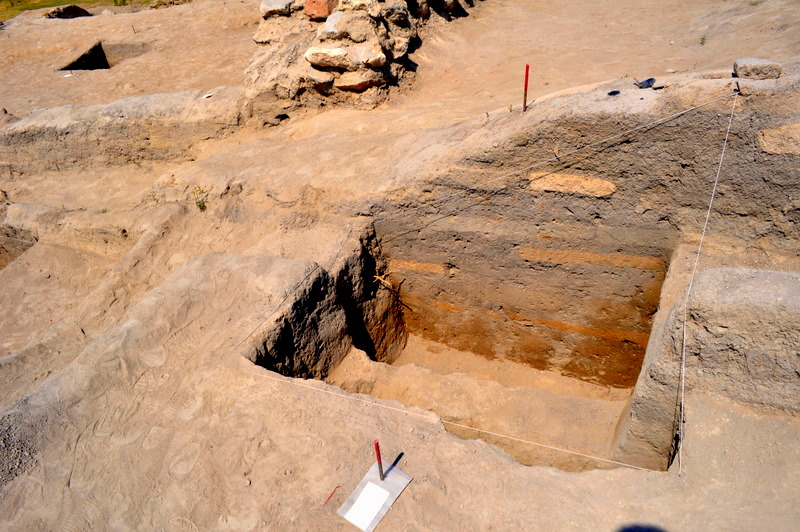

Os animais mais consumidos eram ovelhas, cabras, porcos e bovinos, mas também era usados na alimentação cavalos, cervídeos, coelhos e diversas espécies de aves e peixes. É possível que houvesse animais como ovelhas e cabras num estado de proto-domesticação, embora não haja evidências de domesticação propriamente dita.
Indústria
As ferramentas mais usadas em Aşıklı eram feitas de obsidiana, osso e corno. As análises geoquímicas indicam que a maior parte da obsidiana provinha de Kayırlı e Nenezi, próximo do vulcão Monte Göllü (Göllü Dağ). Os nódulos de obsidiana era levados para a aldeia onde eram trabalhados. Foram encontrados núcleos do mesmo tipo que o usado em Aşıklı em oficinas junto das minas, o que indica que a obsidiana também era aí trabalhada. A técnica consistia em separar lascas dos blocos, primeiro grossas e depois mais finas. Os utensílios encontrados em maior número são raspadores, feitos a partir das lascas maiores. Foram também encontradas pontas de setas, cinzéis, brincos  e micrólitos, mas em número reduzido.
A maior parte das ferramentas de obsidiana eram empregues em curtumes, para cortar, rachar madeira e produzir artefatos de osso. Alguns, muito poucos, mostram sinais de terem sido usados em colheita de plantas, tanto silvestres como cultivadas.
No âmbito de um projeto de arqueologia experimental em utensílios agrícolas e sobre o uso pré-histórico da obsidiana do Instituto Francês de Estudos Anatólios, cientistas franceses e turcos criaram cópias de ferramentas agrícolas do Neolítico encontradas em Aşıklı Höyük e recriaram uma colheita agrícola desse período.

## Arquitetura

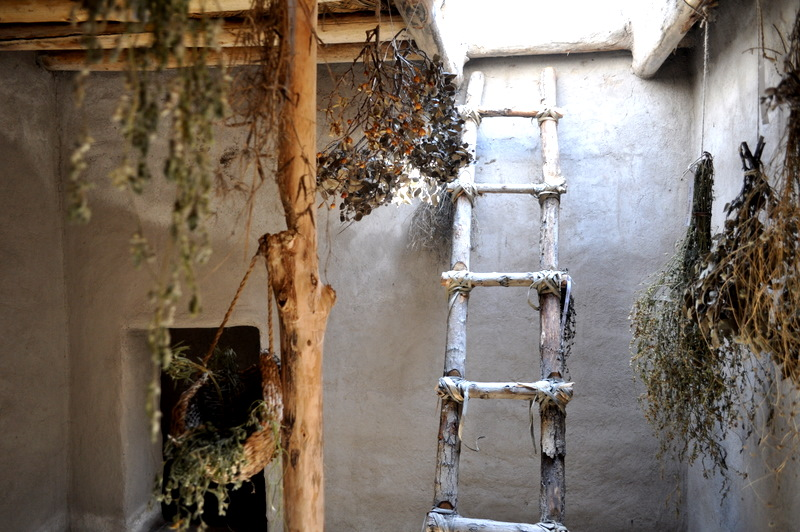

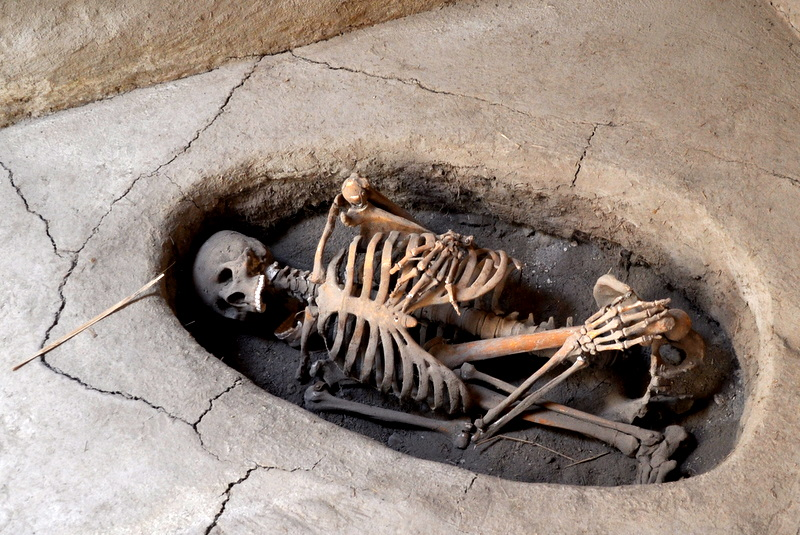

As escavações expuseram dois setores principais: uma área residencial a norte e uma área de edifícios com outras funções a sudoeste. Estas áreas tinham a separá-las um vasto espaço, uma rua calcetada com seixos.
As casas da área residencial teem uma, duas, ou, em casos raros, três divisões. Os grupos de casas eram separadas por ruelas estreitas ou pátios abertos. Apesar de estarem agrupadas, cada casa era suportada por quatro paredes independentes das casas adjacentes. Não havia comunicação entre as casas, mas as divisões de cada casa tinham aberturas para acesso entre elas. Não existiam portas exteriores, pelo que o acesso ao interior das habitações  devia ser feito pelos telhado planos ou por uma espécie de janela alta nas paredes exteriores, o que pressupõe o uso de escadas portáteis.
As construções de tijolos de lama não tinham fundações de pedra. As paredes e chão eram cobertos com uma camada espessa de barro. Os tijolos usados nas paredes estavam padronizados em três comprimentos: 90–100 cm, 60 cm e 30–45 cm; a largura variava entre 25 e 30 cm e a espessura entre 6 e 8 cm.

## Sepulturas
Os mortos eram sepultados em covas debaixo do chão das casas, mas nem todas as divisões ou casas tinham sepulturas. Foram escavados mais de 400 divisões, mas não foram encontrados mais do que 70 esqueletos, o que não permite estimar a população por esse meio.
A idade média dos mortos encontrados é estimada em 31,8 anos. Alguns homens sobreviveram até aos 55-57 anos, enquanto que a maior parte das mulheres morreu entre os 20 e os 25 anos. Apesar de terem sido encontrados sinais evidentes de ferimentos, trepanação e diversas doenças da coluna vertebral e dos dentes, supõe-se que a população de Aşıklı era relativamente saudável.
As deformações encontradas nos esqueletos femininos indicam que as mulheres carregavam cargas muito pesadas. No entanto, é questionável que isso possa indicar uma divisão de tarefas entre homens e mulheres. O facto dos homens viverem mais tempo que as mulheres pode ser interpretado como prova que as mulheres estavam sujeitas a trabalhos físicos mais desgastantes.